# Wikinomia
Wikinomia (ang. Wikinomics. How Mass Collaboration Changes Everything) – książka opublikowana w grudniu 2006 roku przez ekonomistę i analityka giełdowego Dona Tapscotta oraz pisarza Anthony’ego D. Williamsa. Książka opisuje przykłady tego, jak masowa, spontaniczna współpraca zorganizowana z użyciem technologii opartej na otwartym oprogramowaniu (takim jak np. wiki) przyczyniła się do sukcesu kilkunastu przedsiębiorstw po 2000 roku.

## Idea wikinomii
Książka definiuje pojęcie wikinomii jako działania opartego na czterech zasadach: otwartości, partnerstwie, współdzieleniu i działaniu globalnym. Wykorzystywanie mechanizmów masowej, spontanicznej współpracy w działalności gospodarczej może być potraktowane jako kolejna forma ogólnego trendu do outsourcingu, czyli przekazywania części zadań zewnętrznym podmiotom. Różnica między wikinomią i zwykłym outsourcingiem polega na tym, że nie zleca się zadań konkretnym firmom, lecz zamiast tego uruchamia się mechanizm, w wyniku którego tworzy się spontanicznie wspólnota specjalistów, którzy pomagają rozwiązać dany problem. Mechanizm ten może w sobie zawierać formy nagradzania osób biorących udział w projekcie (kontrybutorów), ale może być również oparty na pełnym wolontariacie.
Książka definiuje w kolejnych rozdziałach rodzaj systematyki modeli masowej, spontanicznej współpracy. Są to:
- pionierzy współpracy (projekty, które rozwinęły się spontanicznie po zapoczątkowaniu przez pojedyncze osoby)
- ideogora (agora idei)
- prosumenci (w kontraście do konsumentów)
- nowi aleksandryjczycy (badania naukowe i rozwój wiedzy)
- platformy uczestnictwa
- globalna hala produkcyjna (technologie produkcji rozwijane przez spontaniczną współpracę)
- wiki w miejscu pracy (praca z wykorzystaniem technologii wiki)

## Wikinomics Playbook
Unikatową cechą książki jest to, że została ona celowo niedokończona. W pierwszym wydaniu książki, ostatni 20. rozdział był zatytułowany Zredaguj tę książkę! i zawierał zapowiedź uruchomienia projektu wiki, w którym każdy będzie mógł dalej tę książkę rozwijać. 5 lutego 2007 r. istotnie uruchomiono taką wiki, przy czym jej popularność spowodowała, że stała się ona osobnym projektem o nazwie Wikinomics Playbook, którego zawartość jest dostępna na licencji CC-BY-NC-SA 2.6.